# (6351) Neumann
(6351) Neumann ist ein Asteroid des äußeren Hauptgürtels, der am 26. März 1971 von dem niederländischen Astronomenehepaar Cornelis Johannes van Houten und Ingrid van Houten-Groeneveld entdeckt wurde. Die Entdeckung geschah im Rahmen der ersten Trojanerdurchmusterung, bei dem von Tom Gehrels mit dem 120-cm-Oschin-Schmidt-Teleskop des Palomar-Observatoriums aufgenommene Feldplatten an der Universität Leiden durchmustert wurden.
Benannt wurde er nach Balthasar Neumann (1687–1753), dem bedeutendsten Baumeister des Barock und des Rokoko in Süddeutschland.